# Ylva Säfvelin
Ylva Säfvelin, född 1966, är en svensk journalist med en fil mag-examen i statskunskap från Uppsala universitet. Hon har bland annat varit ledarskribent på Dala-Demokraten 1990–1991, redaktör för Folketshustidningen (senare omdöpt till Scen och Salong) 1995–2001 och chefredaktör för Stockholms-Tidningen 2010–2017. Hon har också skrivit i Tiden, Morgonbris och Aktuellt i Politiken.
Hon har givit ut boken Det var här vi byggde landet! : stadsvandra i arbetarrörelsens fotspår (Tankesmedjan Tiden, 2021).